# Den första är alltid gratis
Den första är alltid gratis är den svenska sångerskan Veronica Maggios femte studioalbum och släpptes av Universal Music Group den 6 maj 2016. Titelspåret "Den första är alltid gratis" gavs ut som albumets första singel den 17 mars 2016. Den andra singeln, "Ayahuasca", publicerades på Spotify den 28 april 2016. Den tredje singeln, "Vi mot världen", släpptes den 2 maj 2016. "Dom sa!" släpptes som albumets fjärde singel den 19 augusti 2016.

## Bakgrund
Maggio bekräftade i december 2015 att ett nytt album var under arbete. Hon har beskrivit albumet som "lite mera mörk och ärlig. Lite tydligare. Lite mera här och nu. Och konstigt nog lite drivigare i mitt i allt det vemodiga."

## Marknadsföring
Under singelsläppet för skivan har Maggio jobbat med mer ovanliga PR-metoder. Bland annat har jackan hon har på sig i videon till "Den första är alltid gratis" fått vandra runt bland olika personer – allt förevigat på ett instagram-konto tillägnat jackan. Inför släppet av "Ayahuasca" fick hennes fans gissa texten i ett hänga gubbe-spel.

## Låtlista
| Nr  | Titel                       | Kompositör                                                                | Längd |
| --- | --------------------------- | ------------------------------------------------------------------------- | ----- |
| 1.  | Den första är alltid gratis | Salem Al Fakir, Klas Gullbrand, Veronica Maggio, Vincent Pontare          | 3:41  |
| 2.  | Vi mot världen              | Al Fakir, Magnus Lidehäll, Maggio, Pontare                                | 3:13  |
| 3.  | Femton                      | Patrik Berger, Markus Krunegård, Maggio, Niek Meul                        | 3:33  |
| 4.  | Dom sa!                     | Gullbrand, Maggio                                                         | 3:44  |
| 5.  | Gjord av sten               | Maggio, Povel Olsson, Petter Winnberg                                     | 4:37  |
| 6.  | Svart sommar                | Malin Dahlström, Gustaf Karlöf, Maggio                                    | 3:42  |
| 7.  | Ayahuasca                   | Jœl Janson Johansen, Theodor Arvidsson Kylin, Maggio, Gustav Weber Vernet | 3:45  |
| 8.  | Verkligheten                | Gullbrand, Maggio                                                         | 4:29  |
| 9.  | Storma tills vi dör         | Dahlström, Karlöf, Maggio, Povel Olsson                                   | 3:06  |
| 10. | Play och sen repeat         | Dahlström, Karlöf, Maggio, Povel Olsson                                   | 3:12  |
| 11. | Pang Pang                   | Al Fakir, Lidehäll, Maggio, Pontare                                       | 2:39  |
| 12. | Förlorad för alltid         | Gullbrand, Maggio                                                         | 3:46  |

| 13. | Galaxen  |  | 4:36 |
| 14. | Hotellet |  | 4:01 |

Källa: "Veronica Maggio – Den Första Är Alltid Gratis", Discogs. Läst 14 maj 2016.

## Listplaceringar
| Lista (2016)                        | Högsta position |
| ----------------------------------- | --------------- |
| Finland (Finlands officiella lista) | 33              |
| Norge (VG-lista)                    | 6               |
| Sverige (Sverigetopplistan)         | 1               |